# Kanzel (Vanzac)

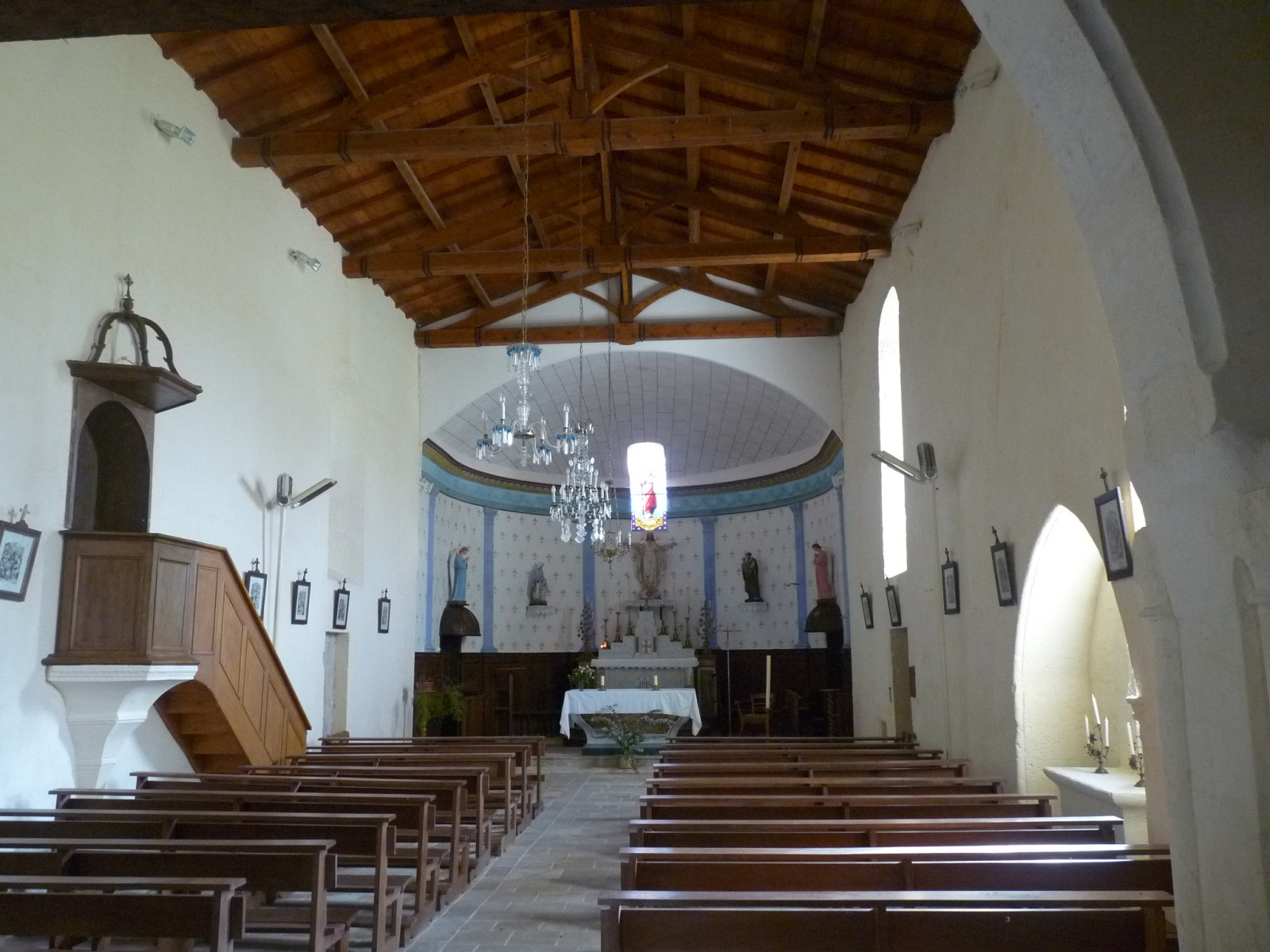
Kanzel in Vanzac (links)

Die Kanzel in der Kirche Ste-Quitterie in Vanzac, einer französischen Gemeinde im Département Charente-Maritime der Region Nouvelle-Aquitaine, wurde vermutlich im 18. Jahrhundert geschaffen. Die Kanzel aus Holz wurde 1976 als Monument historique in die Liste der geschützten Objekte (Base Palissy) in Frankreich aufgenommen.
Lediglich der Kanzelfuß ist aus Stein, der Kanzelkorb und der Schalldeckel, beide schmucklos gestaltet, sind aus Holz.